# Javier Portillo

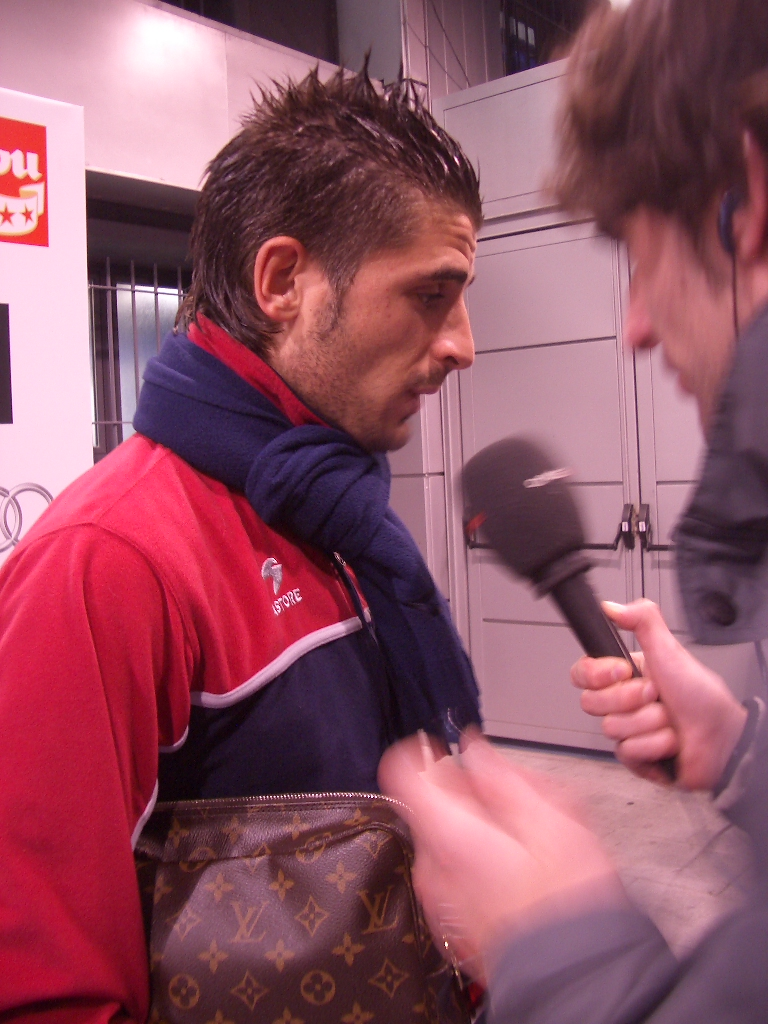
Javier Portillo.

Javier García Portillo, född 30 mars 1982 i Aranjuez, är en spansk fotbollsspelare. Han spelar för Las Palmas.
Portillo började i Real Madrids ungdomslag säsongen 1994/1995 och lånades under perioder ut till ACF Fiorentina, Club Brugge innan han lämnade klubben för Gimnàstic 2006. Efter 11 mål på 34 matcher för Gimnàstic köptes Portillo av Osasuna i juli 2007. Mellan 2002 och 2003 spelade Portillo 10 matcher och gjorde 5 mål för Spaniens U21-landslag.

## Meriter
- UEFA Champions League: 2001/2002
- Interkontinentala cupen: 2002
- UEFA Super Cup: 2002
- La Liga: 2002/2003
- Supercopa de España: 2003